# Генсиці (Нижньосілезьке воєводство)
Генсиці (пол. Gęsice) — село в Польщі, у гміні Доманюв Олавського повіту Нижньосілезького воєводства.
Населення — 217 осіб (2011).
У 1975-1998 роках село належало до Вроцлавського воєводства.

## Демографія
Демографічна структура станом на 31 березня 2011 року:
|          | Загалом | Допрацездатний вік | Працездатний вік | Постпрацездатний вік |
| -------- | ------- | ------------------ | ---------------- | -------------------- |
| Чоловіки | 105     | 24                 | 78               | 3                    |
| Жінки    | 112     | 28                 | 68               | 16                   |
| Разом    | 217     | 52                 | 146              | 19                   |